# Mathieu Bozzetto
Mathieu Bozzetto (Chambéry, 16 novembre 1973) è un ex snowboarder francese.

## Palmarès

### Olimpiadi
- Bronzo a Vancouver 2010 nello slalom gigante parallelo.

### Mondiali
- Argento a Berchtesgaden 1999 nello slalom parallelo.
- Argento a Kreischberg 2003 nello slalom parallelo.